# RUM-139 VL-ASROC

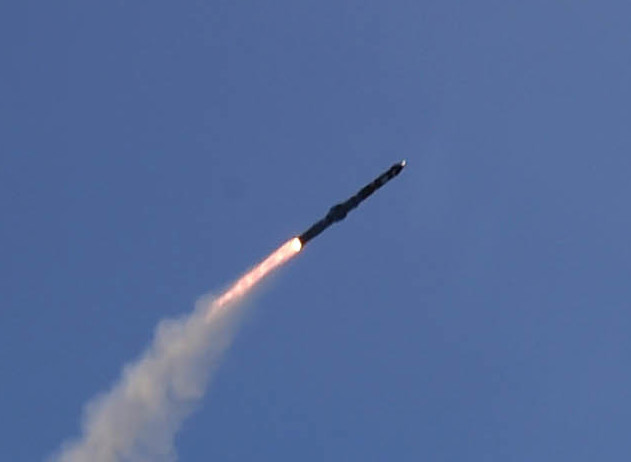
Missile RUM-139 en vol.

La roquette anti-sous-marine à lancement vertical RUM-139 (VL-ASROC ou VLA) est un système de missiles de lutte anti-sous-marine américain de la famille ASROC, actuellement construit par Lockheed Martin pour l'US Navy. 

## Histoire
La conception et le développement du missile commencent en 1983 lorsque Goodyear Aerospace (en) est engagé par la marine américaine pour développer un missile anti-sous-marin lancé par un navire compatible avec le nouveau système de lancement vertical Mark 41. Le développement du VLS ASROC subit de nombreux retards et il ne sera déployé sur aucun navire avant 1993. Au cours de ce développement, Goodyear Aerospace est rachetée par Loral Corporation en 1986, et cette dernière fut à son tour rachetée par Lockheed Martin en 1995.
Le premier missile du Système de lancement vertical (sigle VLS en anglais) ASROC est le RUR-5 ASROC doté d'une section d'appoint à combustible solide améliorée et d'un système de guidage numérique. Il transporte une torpille légère à tête chercheuse Mark 46 larguée depuis la roquette à un point pré-calculé sur sa trajectoire, puis parachutée dans la mer.
Le missile à lancement vertical devient opérationnel pour la première fois en 1993, et plus de 450 exemplaires ont été produits en 2007. Il mesure 4,5 m de longueur, avec une portée de tir d'environ 22 km.
À partir de 1996, le missile est remplacé par le plus récent RUM-139A, puis par le RUM-139B. La torpille demeure la Mark 46, bien qu'à un moment donné, une torpille améliorée appelée Mark 50 fut proposée puis annulée.
En octobre 2004, le RUM-139C commence la production avec la torpille Mark 54. Celle-ci atteint sa capacité opérationnelle initiale en 2010, et l'US Navy est en train de faire évoluer ses VL-ASROC pour utiliser le Mk 54.